# Jean Louis Petit
Jean-Louis Petit (París, 13 de marzo de 1674 - París, 20 de abril de 1750) fue un cirujano francés, reconocido por ser el inventor del torniquete. 
Entusiasta de la anatomía, recibió un certificado de maestro en cirugía en París en 1700. Se convirtió en miembro de la Real Academia de Ciencias francesa en 1715, y fue nombrado director de la Real Academia Francesa de Cirugía por el rey cuando fue creada en 1731. 
Adquirió gran notoriedad debido a su habilidad y experiencia, gracias a sus estudios de casos de hemorragia, fístula lagrimal y operación de frenillo, por su tratado sobre enfermedades óseas y sobre todo por su tratado general sobre operaciones quirúrgicas, en el que trabajó doce años y fue terminado, después de su muerte, por François-Dominique Lesné (1722—1800).
- Datos: Q1361695
- Multimedia: Jean-Louis Petit (surgeon) / Q1361695